# Русская жизнь (журнал, Киев)
«Русская жизнь» — иллюстрированный общественно-политический и литературный журнал Российской империи.
Издатель журнала «Русская жизнь» Н. А. Гирич и редактор А. А. Павлович планировали выход этого периодического издания раз в неделю, однако их планам не суждено было исполниться. В феврале 1906 года в украинском городе Киеве был отпечатан первый и единственный номер журнала «Русская жизнь». Содержание первого номера журнала пришлось властям не по душе и весь тираж издания был конфискован, а дальнейший выход «Русской жизни» приостановлен.